# روبرت فيسك
روبرت فيسك (بالإنجليزية: Robert Fisk)‏‏ (12 يوليو 1946 - 30 أكتوبر 2020) صحفي ومراسل بريطاني، يُعتبر فيسك أشهر مراسل غربي خلال ثلاثين سنة من تغطيته لأبرز الأحداث منها الحرب الأهلية اللبنانية وكان شاهدا على مذبحة صبرا وشاتيلا والثورة الإيرانية والحرب العراقية الإيرانية ومجزرة حماة وحرب الخليج الأولى وغزو العراق 2003 ومذبحة قطاع غزة 2008/2009 ويعتبر من المراسلين الغربيين القلائل الذين أجرَو مقابلة مع أسامة بن لادن ويعتبر فيسك من المعارضين لسياسة بريطانيا وأمريكا أو ما أسماها الأنغلو ساكسونيون وله كتاب بعنوان «الحرب الكبرى تحت ذريعة الحضارة :السيطرة على الشرق الأوسط».
بدأ حياته المهنية في صحيفة صنداي أكسبرس. من هناك، ذهب للعمل في صحيفة التايمز كمراسل في أيرلندا الشمالية والبرتغال والشرق الأوسط، حيث كان يقيم في بيروت بشكل متقطع منذ عام 1976. بعد عام 1989 عمل في صحيفة الإندبندنت. كما حصل فيسك على العديد من الجوائز الصحفية البريطانية والدولية، بما في ذلك جائزة المراسل الأجنبي للعام سبع مرات. توفي فيسك في بيته في دبلن إثر سكتة دماغية في 30 أكتوبر، 2020.

## تعليمه وحيانه الشخصية
تلقى روبرت فيسك تعليمه في ياردلي كورت، وهي مدرسة إعدادية، ثم في مدرسة ساتون فالينس وجامعة لانكستر، حيث عمل في مجلة الطلاب John O'Gauntlet. حصل على درجة الدكتوراه في العلوم السياسية من كلية ترينيتي في دبلن عام 1983. كان عنوان أطروحته للدكتوراه «حالة من الحرب المحدودة: حياد إيري (إيرلندا) والعلاقة بين دبلن وبلفاست ولندن، 1939-1945».
تزوج من الصحفية الأمريكية المولد لارا مارلو في عام 1994. وتطلقا في عام 2006 - لم يكن هناك أطفال.

## المهنة
عمل فيسك في عمود يوميات صنداي إكسبريس قبل أن يؤدي خلاف مع المحرر جون جونور إلى الانتقال إلى صحيفة The Times. من عام 1972 إلى عام 1975، في ذروة الاضطرابات، كان فيسك مراسل صحيفة تايمز بلفاست، قبل أن يتم إرساله إلى البرتغال بعد ثورة القرنفل في عام 1974. ثم عُيّن مراسلاً للشرق الأوسط (1976-1987). حيث عمل تقرير عن الثورة الإيرانية في عام 1979، وانتشرت قصةً له (رحلة إيران للطيران 655) بعد استيلاء روبرت مردوخ على الصحيفة، انتقل إلى الإندبندنت في عام 1989. وصفت صحيفة نيويورك تايمز روبرت فيسك ذات مرة باعتباره «ربما أشهر مراسل أجنبي في بريطانيا».

### تقارير الحرب
كتب فيسك أيضًا عن الحرب السوفيتية الأفغانية، والحرب الإيرانية العراقية، والصراع العربي الإسرائيلي، وحرب الخليج، وحرب كوسوفو، والحرب الأهلية الجزائرية، وحرب البوسنة، والتدخل الدولي في أفغانستان عام 2001، وغزو العراق في عام 2003، والربيع العربي في عام 2011، والحرب الأهلية السورية المستمرة.
بعد أن أطلقت الولايات المتحدة وحلفاؤها تدخلهم في أفغانستان، نقل فيسك لبعض الوقت إلى باكستان لتوفير تغطية للصراع. أثناء تقديم التقارير من هناك، تعرض للهجوم والضرب من قبل مجموعة من اللاجئين الأفغان الفارين من القصف العنيف من قبل القوات الجوية الأمريكية تم إنقاذه في النهاية من هذا الهجوم من قبل لاجئ أفغاني آخر. في روايته المصورة عن ضربه هو، برأ فيسك المهاجمين من المسؤولية وأشار إلى أن "وحشيتهم كانت بالكامل نتاج الآخرين، منا - نحن الذين سلحنا كفاحهم ضد الروس وتجاهلوا آلامهم وضحكوا عليهم. ثم قامت الحرب الأهلية بتسليحهم ودفع لهم مرة أخرى مقابل "الحرب من أجل الحضارة" على بعد أميال قليلة ثم قصفوا منازلهم ومزقوا عائلاتهم ووصفوها بأنها "أضرار جانبية".
خلال غزو العراق عام 2003 ، كان مقر فيسك في بغداد وقدم العديد من تقارير شهود العيان. وانتقد صحفيين آخرين مقيمين في العراق بسبب ما يسميه «الصحافة الفندقية»، وهم يكتبون تقاريرهم من غرفة الفندق دون مقابلات أو تجربة مباشرة للأحداث. جلبت معارضته للحرب انتقادات من كل من كاتب العمود الأيرلندي في صحيفة صنداي إندبندنت والسيناتور، إيوغان هاريس، وكاتب العمود في صحيفة الغارديان، سيمون هوغارت. انتقد فيسك طريقة تعامل التحالف مع العنف الطائفي في عراق ما بعد الغزو، وجادل بأن الرواية الرسمية للصراع الطائفي غير ممكنة: «السؤال الحقيقي الذي أطرحه على نفسي هو: من هم هؤلاء الأشخاص الذين يحاولون إثارة الحرب الأهلية؟ - الآن سيقول الأمريكيون إنها القاعدة، إنها المتمردين السنة، إنها فرق الموت، العديد من فرق الموت تعمل لصالح وزارة الداخلية، من يدير وزارة الداخلية في بغداد، من يدفع لوزارة الداخلية؟ من يدفع لرجال الميليشيات الذين يشكلون فرق الموت؟ نحن نحن سلطات الاحتلال. (...) علينا أن ننظر إلى هذه القصة من منظور مختلف».
كتب فيسك أيضًا على نطاق واسع عن الإبادة الجماعية للأرمن عام 1915 ودعم التحركات لإقناع الحكومة التركية بالاعتراف بحقيقة ما حدث فيها.

### مقابلة أسامة بن لادن
أجرى فيسك مقابلة مع أسامة بن لادن في ثلاث مناسبات، وأبلغ عن المقابلات في مقالات نشرتها صحيفة الإندبندنت في 6 ديسمبر 1993، و 10 يوليو 1996، و 22 مارس 1997. وفي مقابلة فيسك الأولى، "المحارب المناهض للسوفييت يضع جيشه على طريق السلام كتب عن أسامة بن لادن: "بعظام وجنتيه المرتفعتين وعيناه الضيقتين ورداءه البني الطويل، ينظر السيد بن لادن بكل شبر إلى محارب الجبل لأسطورة المجاهدين. رقص الأطفال أمامه، واعترف الدعاة بحكمته". أنه اتهم بـ "التدرب على حروب جهادية أخرى".
وأدان فيسك بشدة هجمات 11 سبتمبر ووصفها بأنها «جريمة شنعاء ضد الإنسانية». كما شجب رد إدارة بوش على الهجمات، بحجة أنه تم تحديد «عدد من الدول» ووضعها على أنها «كارهة للديمقراطية» أو «نواة الشر»، وحث على مناقشة أكثر صدقًا حول السياسة الأمريكية في الشرق الأوسط. وجادل بأن مثل هذا النقاش قد تم تجنبه حتى الآن «لأن، بالطبع، النظر عن كثب إلى الشرق الأوسط من شأنه أن يثير أسئلة مزعجة حول المنطقة، حول سياساتنا الغربية في تلك الأراضي المأساوية، وحول علاقة أمريكا بإسرائيل».
في عام 2007، أعرب فيسك عن شكوكه الشخصية بشأن السجل التاريخي الرسمي للهجمات. في مقال لصحيفة الإندبندنت، زعم أنه بينما كانت إدارة بوش غير قادرة على تنفيذ مثل هذه الهجمات بنجاح بسبب عدم كفاءتها التنظيمية، فإنه "منزعج بشكل متزايد من التناقضات في الرواية الرسمية لأحداث 11 سبتمبر" وأضاف أنه لا يتغاضى عن "البحث" المجنون لديفيد إيكي "، ولكنه" يتحدث عن القضايا العلمية ". كان فيسك قد عالج في وقت سابق مخاوف مماثلة في خطاب ألقاه في جامعة سيدني في عام 2006. أثناء الخطاب، قال فيسك: "أعتقد أنه بسبب ثقافة السرية في البيت الأبيض، لم يكن لدينا بيت أبيض بهذا السر مثل هذا البيت. جزئياً بسبب هذه الثقافة، أعتقد أن الشكوك تتزايد في الولايات المتحدة، ليس فقط بين رجال بيركلي الذين لديهم أزهار في شعرهم. (...) ولكن هناك الكثير من الأشياء التي لا نعرفها، والكثير من الأشياء نحن لن يتم إخبارهم. (...) ربما أصيبت الطائرة [الرابعة] بصاروخ، ما زلنا لا نعرف ".

### الحرب الأهلية السورية

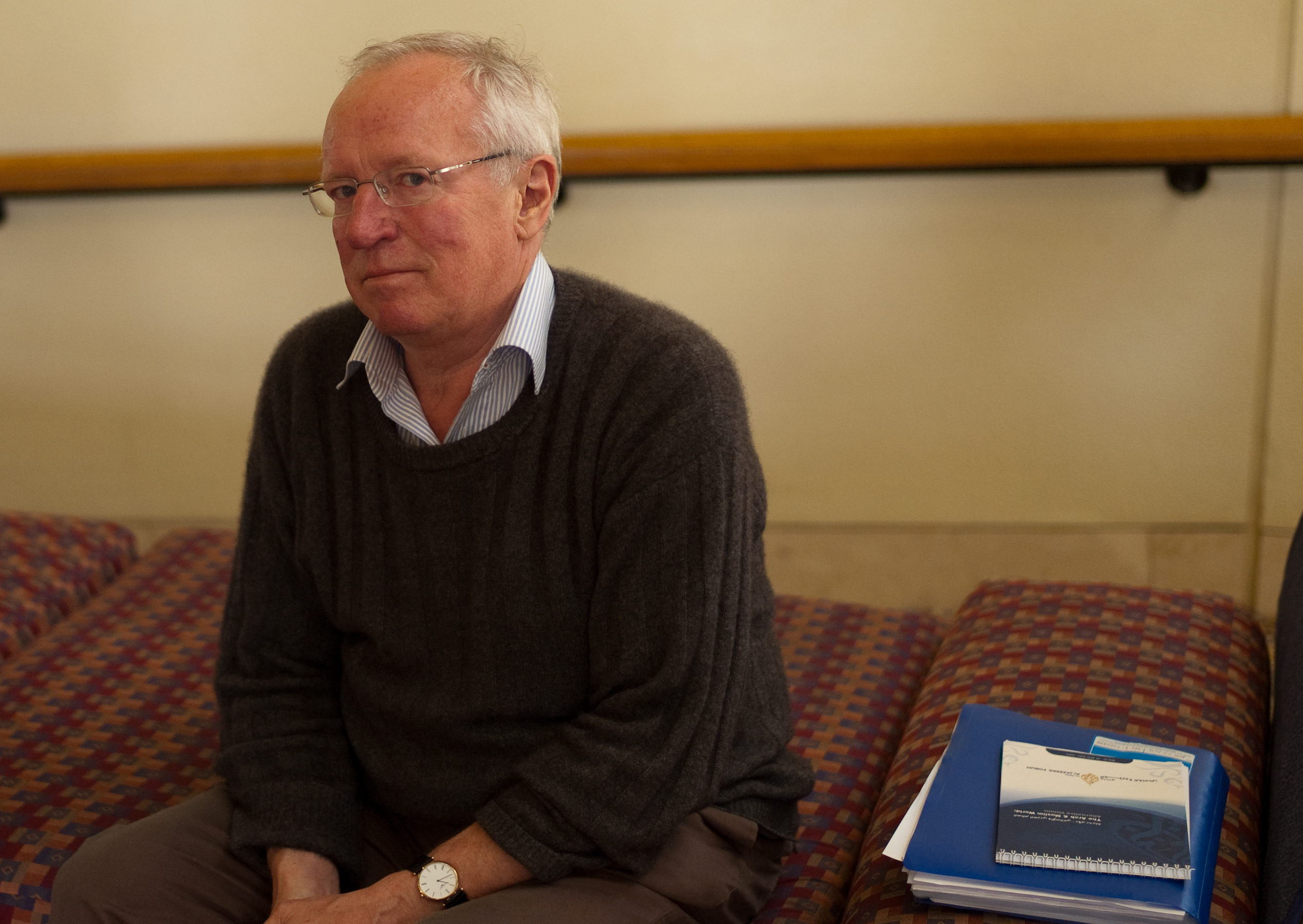
روبرت فيسك في منتدى الجزيرة عام 2010

منذ سبتمبر 2012 فصاعدًا، تلقت تقارير فيسك عن الصراع في سوريا ردًا نقديًا مع تأكيدات أنه انحاز إلى حكومة الأسد. سام حمد، من بين آخرين، اتهم فيسك بالالتحاق بالجيش السوري في حلب ودمشق وبوق الدعاية الحكومية السورية والروسية.
في تقرير من دوما في سوريا، في أبريل / نيسان 2018 عن هجوم دوما الكيماوي، نقل عن طبيب سوري (قال إنه استخدم بعض المصطلحات المشتركة مع حكومة الأسد) الذي عزا مشاكل التنفس لدى الضحايا ليس للغازات ولكن للغبار وقلة التنفس الأكسجين بعد قصف عنيف لقوات الأسد. شكك الأشخاص الآخرون الذين تحدث إليهم في وقوع هجوم بالغاز، وتساءل فيسك عن مثل هذا الحادث. أفاد كل من ريتشارد سبنسر وكاثرين فيلب في صحيفة التايمز أن الصحفيين نُقلوا إلى دوما في رحلة نظمتها الحكومة بينما أجبر المحققون الدوليون على البقاء في دمشق. وقال موقع سنوبس.كوم على الإنترنت إن مراسلين آخرين في نفس الرحلة التي قام بها فيسك أجروا مقابلات مع سكان محليين أبلغوا عن استنشاقهم الغازات السامة.
عاد فيسك إلى موضوع هجمات دوما في أوائل يناير 2020 في مقال يتعلق بالخلافات الداخلية الظاهرة داخل منظمة حظر الأسلحة الكيميائية (OPCW) المسجلة في وثائق نشرتها ويكيليكس.
تم عرض لمحة عن فيسك في الفيلم الوثائقي "This Is Not a Movie" للمخرج يونغ تشانغ لعام 2019.

## أعماله
- الحرب الكبرى تحت ذريعة الحضارة (The Great War for Civilization) بثلاثة مجلدات: المجلد الأول الحرب الخاطفة، المجلد الثاني الإبادة، المجلد الثالث إلى البرية.
- ويلات وطن: وهو كتاب عن الحرب الأهلية اللبنانية والغزوتين الإسرائيلينين للبنان عامي 1978 و 1982
- حكاية ثورة- الدم المستباح - قناة الجزيرة

## الوفاة
في 30 أكتوبر 2020، توفي فيسك عن عمر يناهز 74 عامًا في مستشفى القديس فنسنت الجامعي في دونيبروك، دبلن، بعد إصابته بسكتة دماغية.

## وصلات خارجية
- روبرت فيسك على موقع IMDb (الإنجليزية)
- روبرت فيسك على موقع الموسوعة البريطانية (الإنجليزية)
- روبرت فيسك على موقع ميوزك برينز (الإنجليزية)
- روبرت فيسك على موقع إن إن دي بي (الإنجليزية)
- روبرت فيسك على موقع ديسكوغز (الإنجليزية)
- روبرت فيسك على موقع قاعدة بيانات الفيلم (الإنجليزية)